# Загоричани (община Поградец)
 Тази статия е за селото в Корчанско, Албания.  За селото в Костурско, Гърция вижте Загоричани.  За селото в Босна вижте Загоричани (Босна и Херцеговина).
Загоричани (на албански: Gurras, старо Zagoriçan, Zagoriçani) е село в Албания, в община Поградец, област Корча.

## География
Селото е разположено на два километра източно от Старово (Бучимас), на южния бряг на Охридското езеро. Селото се намира на 785 m надморска височина.

## История
На Етнографската карта на Битолския вилает на Картографския институт в София от 1901 година Загоричани е албанско смесено православно-мюсюлманско село в Старовската каза на Корчанския санджак с 53 къщи.
До 2015 година селото е част от община Старово (Бучимас).
В началото на XXI век езиковедите Клаус Щайнке и Джелал Юли провеждат теренно изследване сред описваните в литературата в миналото като славяноговорещи селища в Албания. Загоричани е отбелязано от тях като напълно албаноговорещо.